# スズコケムシ
スズコケムシ (Barentsia discreta Busk) は、小型の固着性海産無脊椎動物で、内肛動物の代表的な種である。

## 特徴
群体を作り、海中の岩、二枚貝の殻、ホヤの表面などに付着する。基盤の表面に細い紐状の走根を這わせ、まばらに個虫をつける。個虫は全長5mm足らず。基部には大きい筋肉節があってその部分は膨らんでいる。その先端から細い柄部が伸びており、この柄部には表面に細かく丸い突起がある。その先に本体である萼部がある。萼部は半球形で先端がやや平らになり、その周囲に二十本以上の触手が並んで触手冠を形成している。
非常に広範囲に生息する種で、干潮線直下から深さ300mまで、北極圏から南極圏までの世界中に知られている。条件が悪くなると柄部から先は切り捨てられ、再び条件がよくなると柄部から萼部が再生される。
ごく小型でまばらな群体を作るのでなかなか目立たず、なれないと発見は難しいが、珍しいものではなく、潮間帯にも見られる。筋肉節の部分でよく折れ曲がるように動く。柄部は丈夫で曲がらないので、群体の個虫が一斉に動いている様子は小さなクモガニとかウミグモとか、何か細長い脚の節足動物の足だけが動いているように見える。

## 近縁種
近縁種として、同属のものは日本から六種ほどが知られている。
- ジュズコケムシ B. benedeni (Foettinger)：柄部に筋肉節が多数ある。汽水域に生息。
- アジモスアズコケムシ B.laxa Kirkpatrick：走根が短く、個体は寄り集まる。柄部は先の方が曲がることができる。アマモの葉によく付着する。